# 李秀赫
李 秀赫（イ・スヒョク 朝鮮語: 이수혁、1949年1月4日 - ）は、大韓民国の外交官、政治家。第20代国会議員。共に民主党に所属。

## 経歴
ソウル大学校、延世大学校大学院卒業。2003年に始まった北朝鮮の核開発等をめぐる六者会合に韓国代表（外交通商部次官補）として、第一回から第三回目まで出席した。その後、コーネル大学客員研究員、檀国大学校碩座教授を経て、政治家に転身して国会議員になった。
2019年、韓国の駐米大使の選考が難航する中で、文在寅大統領が駐米大使に指名。前年にドナルド・トランプ大統領を信用できないとして批判を行っていたが、アメリカ側が大使として受け入れた。
2020年5月30日、トランプ大統領が現行の主要国首脳会議（G7）にロシア、オーストラリア、インド、韓国を招待して、G10またはG11にしたいと表明。これを受けて李秀赫が自国のマスコミ向けに「韓国は（米国か中国かの）選択を強いられている国ではなく、選択できる国だという自負心を持っている」と発言すると、アメリカ国務省の報道官がすかさず「韓国は数十年前に権威主義を放棄し、民主主義を選択した時から（米国か中国かどちらかをとるかを）選択している」と反論して釘をさす出来事となった。